# Сретан случај
„Сретан случај” је југословенски ТВ филм из 1965. године. Режирао га је Антон Марти а сценарио је написао Филип Левене

## Улоге
| Глумац          | Улога |
| --------------- | ----- |
| Хелена Буљан    |       |
| Емил Глад       |       |
| Ана Херцигоња   |       |
| Гизела Хумл     |       |
| Рикард Симонели |       |
| Вања Тимер      |       |
| Ивица Видовић   |       |